# Zelia gracilis
Zelia gracilis là một loài ruồi trong họ Tachinidae.